# Leuvense Bijbel

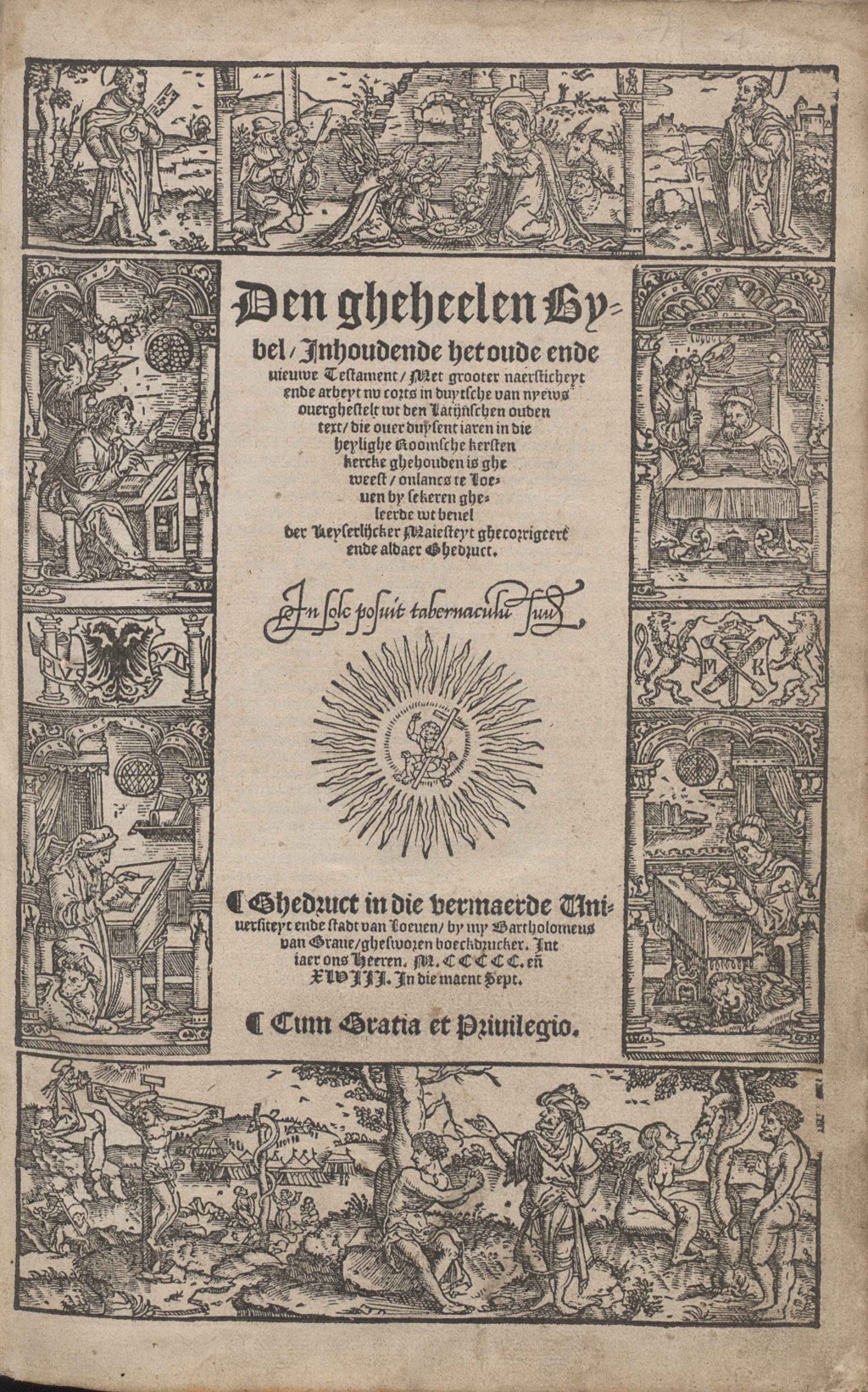
Leuvense Bijbel (1548)

De Leuvense Bijbel is een Nederlandse bijbelvertaling door Nicolaas van Winghe uit 1548. Eeuwenlang bleef het de standaardtekst voor katholieken in de Lage Landen.

## Context en totstandkoming
De kerk had bijbels in de volkstaal nooit gestimuleerd en zag met lede ogen aan hoe ze onder het ontluikende protestantisme begonnen te prolifereren. Het Concilie van Trente bevestigde de Vulgaat als enige erkende bijbeltekst, maar bereikte in 1546 geen overeenstemming over vertalingen, waardoor elk land voor zich een houding moest bepalen. In de Nederlanden had keizer Karel V al verschillende plakkaten uitgevaardigd en kwamen de meeste bijbels op de Index van Leuven (1546). Tegelijk besliste de keizer tot het uitgeven van een geautoriseerde Nederlandse en Franse Vulgaatvertaling, onder toezicht van de Faculteit Theologie van de Leuvense Universiteit (meer bepaald van Pieter de Corte). De eerste stap was het vaststellen van een kritische vulgaateditie, wat Hentenius voor elkaar bracht in 1547.
Drukker Bartholomeus van Grave kreeg van de keizer het privilege voor de uitgave van de Latijnse bijbeltekst én van de Nederlandse en Franse vertalingen, mits goedkeuring vooraf door de katholieke censoren. Van Grave deed een beroep op de erudiete augustijnerkoorheer Nicolaas van Winghe om de Nederlandse vertaling in recordtijd te vervaardigen. De Latijnse tekst van Hentenius verscheen in november 1547 en minder dan een jaar later, in september 1548, lag Van Winghes vertaling er. De censoren Ruwaert Tapper van Enkhuizen en Pieter de Corte brachten onder tijdsdruk een aantal correcties aan, die op hun beurt weer ten dele moesten worden verbeterd. Niettemin mocht het resultaat er zijn: 927 bladzijden, 976.061 woorden en 112 illustraties. De titel luidde:
Den gheheelen Bybel inhoudende het Oude ende Nieuwe Testament. Met grooter naersticheyt ende arbeyt nu corts in Duytsche van nyews overghestelt, wt den Latynschen Ouden Text, die over duysent Jaren in die Heylighe Roomsche Kersten-Kercke ghehouden is geweest; onlangs te Loeven bij sekeren Gheleerde, wt bevel der Keyserlycke Majesteyt ghecorrigeert, ende aldaer ghedruct. Gedruct in die vermaerde Universiteyt ende Stadt van Loeven, by my Bartholomeus van Grave. In ’t jaer ons Heeren 1548
Van Winghe liet het werk voorafgaan door een traktaat waarin hij tot omzichtigheid maande in het gebruik ervan. De 'naakte' lectuur van de bijbel was niet bedoeld voor leken. Zijn tekst was in feite enkel geschikt voor geestelijken en gevormde leken, en dit strikt als voorbereiding op kerkelijke schriftlezingen of pastorale toelichting. Voorts gaf Van Winghe inzicht in zijn bronnen: behalve van de Latijnse brontekst had hij gebruik gemaakt van de Delftse Bijbel en van twee Hoogduitse bijbelvertalingen (Dieterberger en Eck).

## Taal
Van Winghe gaf aan dat zijn vertaling gemaakt was in die ghemeyn Brabantsche tale, alsmen die vseert te Loeuen. Dat gewone Brabants uit Leuven was uiteraard geen Standaardnederlands, want dat bestond in die tijd nog niet. Niettemin was de Leuvense Bijbel gesteld in een naar het bovenregionale neigende schrijftaal, waarin weinig typisch Zuid-Nederlandse verschijnselen voorkwamen. Van Herreweghen en De Bruin prezen de vloeiende stijl en de grote verstaanbaarheid van de vertaling. Ze begint met de volgende woorden:
Inden beginne heeft Godt geschapen hemel ende aerde, maer die aerde was ydel ende ledich, ende die duysternissen waren op dat aenschijn des afgronts, ende den gheest Godts dreef op die wateren.

## Herziening en evolutie
Luttele jaren na het verschijnen van de Leuvense Bijbel draaiden de Leuvense theologen alweer bij en adviseerden ze de keizer om toch maar een verbod in te stellen op bijbels in de volkstaal. Het verhinderde echter niet dat Anthonis-Maria Bergaigne in 1553 een eerste herdruk van de Leuvense Bijbel publiceerde, gereviseerd door de dominicaan Jan van der Haghen en door hem ook voorzien van kruisverwijzingen en hoofdstuktitels. De Antwerpse drukker Hans de Laet gaf eveneens herdrukken uit in 1556, 1560 en 1565. Maria Ancxt baseerde zich hierop voor een editie in 1560. In Keulen bracht Arnold Birckmann in 1565 en 1566 prachtig geïllustreerde edities uit. Christoffel Plantijn drukte de Leuvense Bijbel in 1566. 
Het verschijnen van de Vulgata Sixto-Clementina in 1592 noopte tot een herziening van de vertaling. Dit werd de zogenaamde Moerentorfbijbel, verschenen in 1599 door toedoen van Jan I Moretus ofwel Moerentorf. Leuvense theologen hadden de tekst gecorrigeerd op basis van de derde Clementina (1598). Van een nieuwe vertaling was dus geen sprake. Van Winghes aangepaste tekst bleef de standaard tot ver in de 19e eeuw.
Een bijzondere editie van de Leuvense Bijbel verscheen in 1657 te Amsterdam bij Pieter Iacobsz. Paets. Zijn prentbijbel telde ruim 1.200 houtgravures van Christoffel van Sichem. Van de zeventiende tot de negentiende eeuw bleven heruitgaven verschijnen, waarbij uiteraard spelling en woordgebruik enigszins werden aangepast. De laatste editie van de Leuvense Bijbel kwam in 1846 van de persen. Daarna duurde het bijna een halve eeuw tot de Professorenbijbel een nieuwe vertaling bood aan katholieken. Hoewel er doorheen de eeuwen meer dan vijftig drukken waren verschenen van de Leuvense Bijbel, had hij niet dezelfde status of verspreiding als de Statenbijbel onder protestanten. Het waren eeuwen waarin katholieken niet geacht werden de schrift te lezen.